# Dominikanerkirche Krems

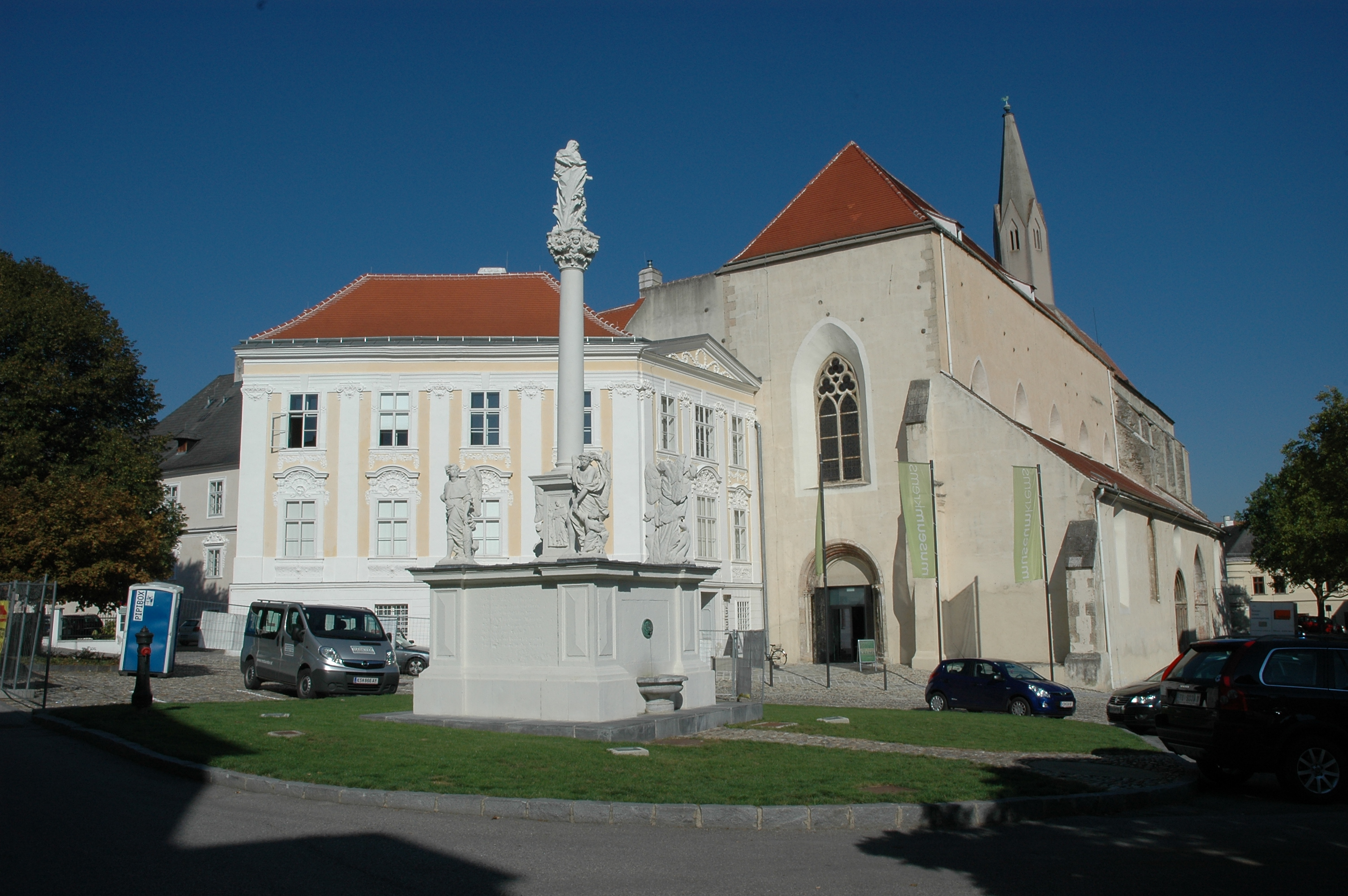
Ehemalige Dominikanerkirche

Die Dominikanerkirche Krems ist eine ehemalige Klosterkirche der Dominikaner mit dem Patrozinium Peter und Paul in der Stadt Krems an der Donau in Niederösterreich. Die Kirche dient seit 2011/2012 der Landesgalerie für zeitgenössische Kunst für temporäre Ausstellungen im Sommer. Die ehemalige Kirche und das ehemalige Kloster stehen unter Denkmalschutz.

## Geschichte
1236 erhielten die Dominikaner ein Grundstück zur Errichtung eines Klosters außerhalb der Stadtmauern. Der Bau der Kirche wurde um 1240 begonnen und 1244 urkundlich genannt. Das Langhaus wurde um 1260/1265 und der Chor um 1320/1330 vollendet. Bei einem Brand 1410 wurde vermutlich das Langhaus beschädigt. In der Reformationszeit wurde das verlassene Kloster von der Stadt als Lager genutzt, 1566 kam es zu einer Explosion der dort gelagerten Pulverfässer. 1586 besiedelten die Dominikaner das Kloster wieder, in der Folge kam es zu einer Veränderung des Kirchenraums und zur Anlage einer Krypta unter dem Chor. Im 18. Jahrhundert wurde die Kirche barockisiert.
Im Zuge der Josephinischen Reformen wurde 1783 die Aufhebung des Dominikanerklosters angeordnet, 1786 wurde die Kirche säkularisiert. 1790 erfolgte eine bauliche Trennung von Langhaus und Chor. Der Chor wurde nach dem Einbau einer Zwischendecke ab 1794 als Stadttheater genutzt. Ab 1921 wurde der Chor als Stadtkino verwendet. Das Langhaus stand ab 1808 im Eigentum der Stadt, erhielt auch eine Zwischendecke und wurde anfangs als Getreidespeicher verwendet, in den 1880er Jahren als Feuerwehrdepot und ab 1891 als Stadtmuseum genutzt. Mit 1961 wurde mit der Wiederherstellung des gotischen Baues begonnen. Von 1969 bis 1971 erfolgte eine Restaurierung des Kirchengebäudes, das mit der Ausstellung „1000 Jahre Kunst in Krems“ neu eröffnet wurde und seitdem musealen Zwecken und kulturellen Veranstaltungen dient. 1994 bis 1996 wurden die Räumlichkeiten für das neue Weinstadtmuseum adaptiert und die Museumsnutzung auf den gesamten Klosterkomplex ausgedehnt.

## Beschreibung

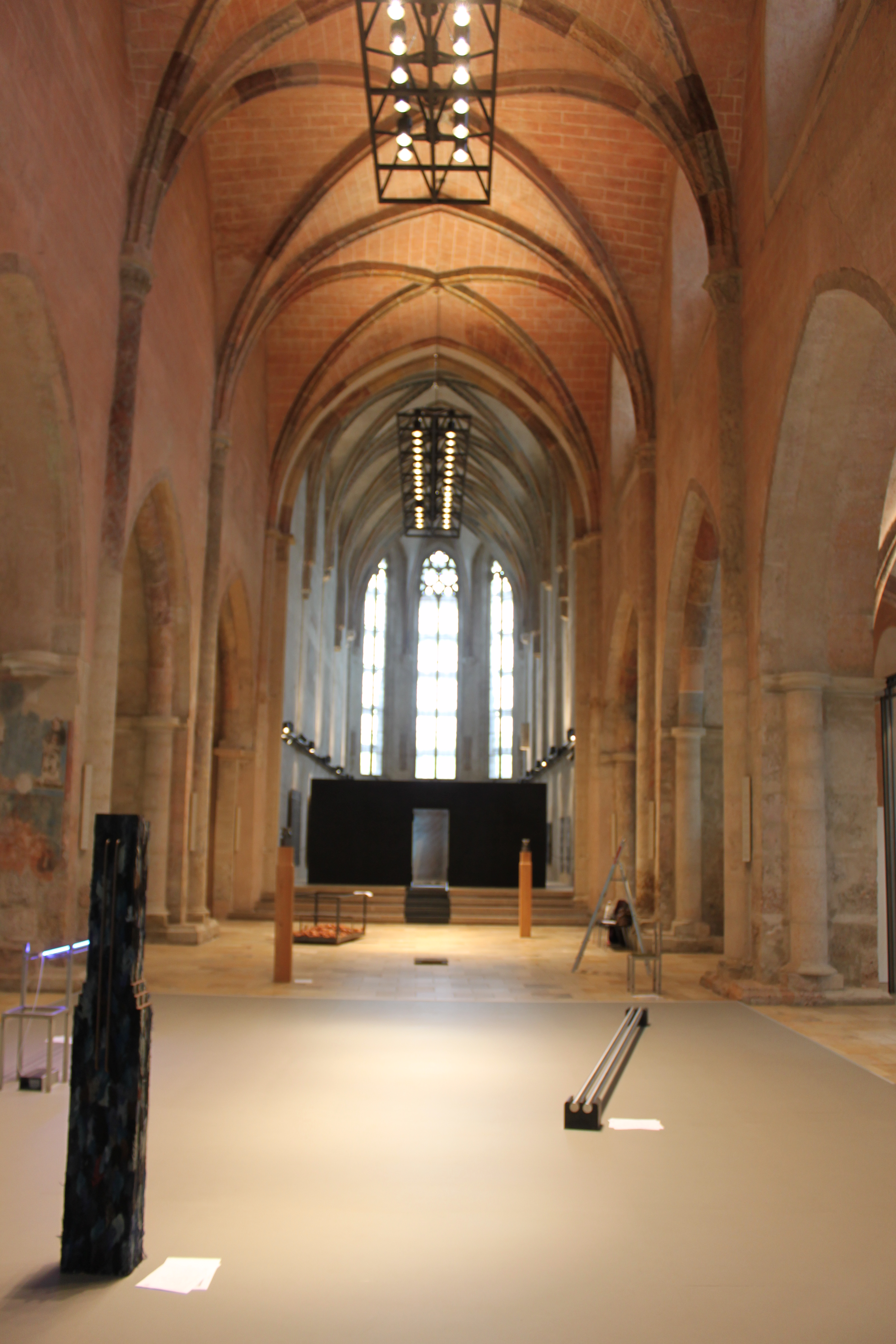
Langhaus mit Blick zum Chor

### Architektur
An das dreischiffige, fünfjochige, Langhaus schließt im Osten der vierjochige Chor mit 5/8-Schluss an. Die weitgehend schmucklosen Fassaden zeigen Elemente von der Spätromanik bis zur Gotik. Über dem Satteldach des Chors erhebt sich ein zierlicher Dachreiter. Das Mittelschiff ist durch spitzbogige Arkaden zu den niedrigeren Seitenschiffen geöffnet. Die nach der Profanierung eingezogenen Zwischendecken und Trennwände wurden bei der Wiederherstellung in den 1960er Jahren entfernt.
Als Dacheindeckung dürften nach Untersuchungen in Kanada bereits gebrauchte Dachziegeln aus der Mitte des 14. Jahrhunderts verwendet worden sein, da sie bereits älter als der Dachstuhl sind. Es soll sich danach um die ältesten bekannten Dachziegeln Österreichs handeln.

### Wandmalereien

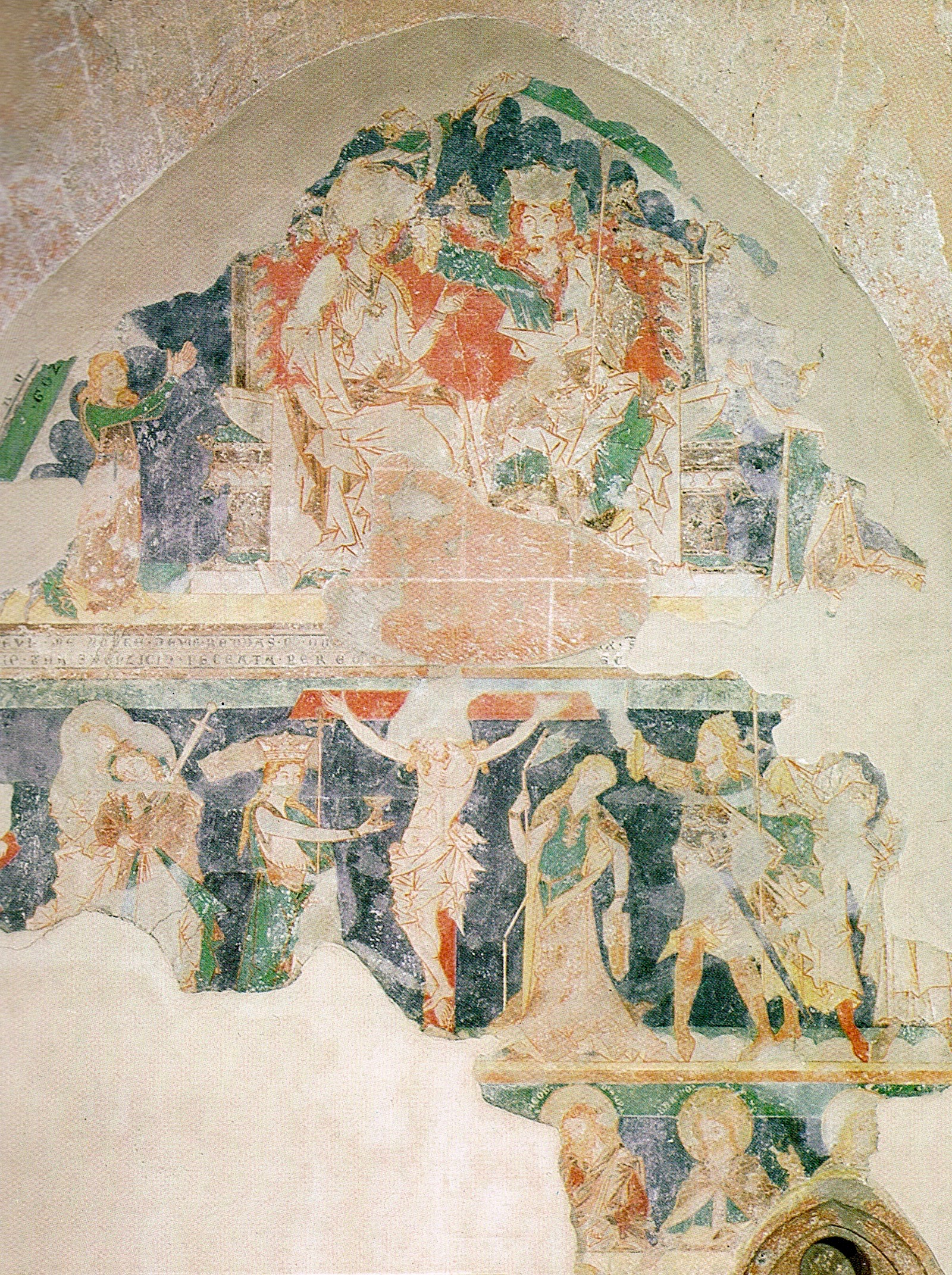
Wandmalerei Zackenstil Ostwand, nördliches Querschiff

Im Chor und im Langhaus sind vereinzelt Reste der gotischen und barocken Ausstattung erhalten. Im Langhaus an der Ostwand des nördlichen Querschiffs findet sich, noch aus der ersten Bauphase der Dominikanerkirche stammend, ein Hauptwerk des österreichischen Zackenstils. Die monumentale Wandmalerei mit Darstellungen christologischer Szenen nimmt eine Fläche von 3,5 m Höhe × 4,4 m Breite ein.
Das Wandfeld ist in drei übereinanderliegende Ebenen unterteilt. In der untersten Ebene ist eine Abendmahl Jesu - Darstellung nur fragmentiert erhalten, in der mittleren sieht man eine Kreuzigung Christi mit Maria, Johannes Ev., Hauptmann Centurio, sowie Ecclesia und Synagoge. Zuoberst in einem Bogenfeld, ist eine Marienkrönung samt flankierenden Stifterpaar dargestellt. Die Inschrift im Rahmenstreifen des Bogenfeldes verweist auf Gozzo von Krems als Stifter, von seinen Lebensdaten wird die Datierung um 1280 abgeleitet.
Die Wandmalereien der Kremser Dominikanerkirche gelten neben jenen der Westempore des Doms von Gurk in Kärnten als die qualitätsvollsten österreichischen Beispiele des Zackenstils.

### Ehemalige Ausstattung
- Eine gotische Schnitzfigur Maria mit Kind um 1480 wurde 1786 in die Pfarrkirche Langegg übertragen.
- Eine Kreuzigungsgruppe um 1780 wurde zum Hochaltar der Pfarrkirche Haugschlag übertragen.
- Der Großteil der Einrichtung mit dem Hochaltar, Annenaltar, Speisegitter, Orgelbrüstung, Beichtstuhl und Kirchenstühle, Statuen Franz und Donatus, Rosenkranzkönigin (1734) von Josef Matthias Götz, Kreuz mit der Schmerzhaften Muttergottes, Bild hl. Thomas von Aquin von Alvarus Schmidt, Corpus Christi des Heiligen Grabes wurde in die Pfarrkirche Tautendorf übertragen.